# 葉瑞 (嘉靖雲貴進士)
葉瑞（1489年—？年），字應期，雲南临安卫官籍，南直隶鳳陽縣人，明朝政治人物。

## 生平
为秀才时很贫穷，又好饮酒。治《易經》，正德十四年（1519年）雲貴鄉試第十八名舉人，年三十五歲中式嘉靖二年（1523年）癸未科會試第二百八十五名，第三甲第一百六名進士。授嘉兴府崇德縣知縣，歷官户部主事，负责浙江北新关监税。嘉靖十一年五月因与浙江左布政使顾璘有私怨，因此不等候继任者就自行辞官而归，

## 家族
曾祖葉榮。祖父葉澄。父葉聪，署學正事舉人。母馮氏。慈侍下。